# Georg Ernst Tatter (Diplomat)
Georg Ernst Tatter (* 1757 in Hannover; † 4. Apriljul. / 16. April 1805greg. in St. Petersburg) war ein britisch-hannoveranischer Legationsrat und Gegenstand einer unerfüllten Liebe der Schriftstellerin Caroline Schelling.

## Leben
Tatter war der älteste Sohn des Gartenmeisters der Herrenhäuser Gärten und Enkel des hannoverischen Hofgärtners Georg Ernst Tatter.
Er studierte von 1776 bis 1778 Theologie in Göttingen, wollte dann aber kein Prediger werden, studierte daher Philosophie und Politik und wurde anschließend Erzieher und Begleiter der beiden ältesten Söhne des kurhannoverschen Generalleutnants Johann Ludwig von Wallmoden-Gimborn. In der Zeit von dessen Tätigkeit als britischer Gesandter am Hof in Wien war Tatter sein Sekretär und begleitete ihn auch, als Wallmoden-Gimborn sich 1782 in Hannover niederließ.
1786 wurde Tatter zum englischen Legationssekretär und begleitete die drei Söhne von Georg III., Adolf Friedrich, August Friedrich und Ernst August, bei deren Studien an der Universität Göttingen. Er unterrichtete die Prinzen auch in Geographie und Geschichte. 1791 promovierte sich Tatter.
Nach dem Tod ihres Mannes war Caroline Böhmer, besser bekannt als Caroline Schlegel-Schelling, im Herbst 1788 nach Göttingen zurückgekehrt. Sie lernte Tatter damals kennen und verliebte sich in ihn, verließ Göttingen dennoch und lebte eine Zeit bei ihrem Bruder in Marburg, kehrte dann aber im Herbst 1791 nach Göttingen zurück, möglicherweise um Tatter wiederzusehen. Im März 1792, nachdem ihr Vater, der Professor Johann David Michaelis, gestorben und das Elternhaus verkauft worden war, verlässt Caroline Göttingen erneut und siedelt über nach Mainz, wo sie im September nochmals von Tatter besucht wird.
1792 folgte er dem Prinzen August nach Italien, hielt sich dort 6 Monate lang in Rom auf, ging dann für ein Jahr nach England, um danach wieder nach Italien zurückzukehren, wo er 4½ Jahre lang blieb und sich gelehrten Studien widmete. Ende 1797 begab er sich nach Hannover zu Adolf Friedrich und anschließend im Sommer 1800 nach England, wo er zum wirklichen Legationssekretär der kurhannoverschen Gesandtschaft des Grafen Ernst Friedrich Herbert zu Münster am russischen Hof ernannt wurde. Im November 1800 traf er in St. Petersburg ein, wo er nach Münsters Rückkehr nach England zum Legationsrat und Chargé d’affaires ernannt wurde. Dort starb er 1805 nach zweimonatiger Krankheit an Brustwassersucht.
Tatter war langjähriger Mitarbeiter und Rezensent der Göttingischen Gelehrten Anzeigen. Er war Mitglied der Reale Accademia delle Scienze e Belle-Lettere in Neapel und der Accademia dell’Arcadia in Rom.